# Enrique Cuartero Huerta

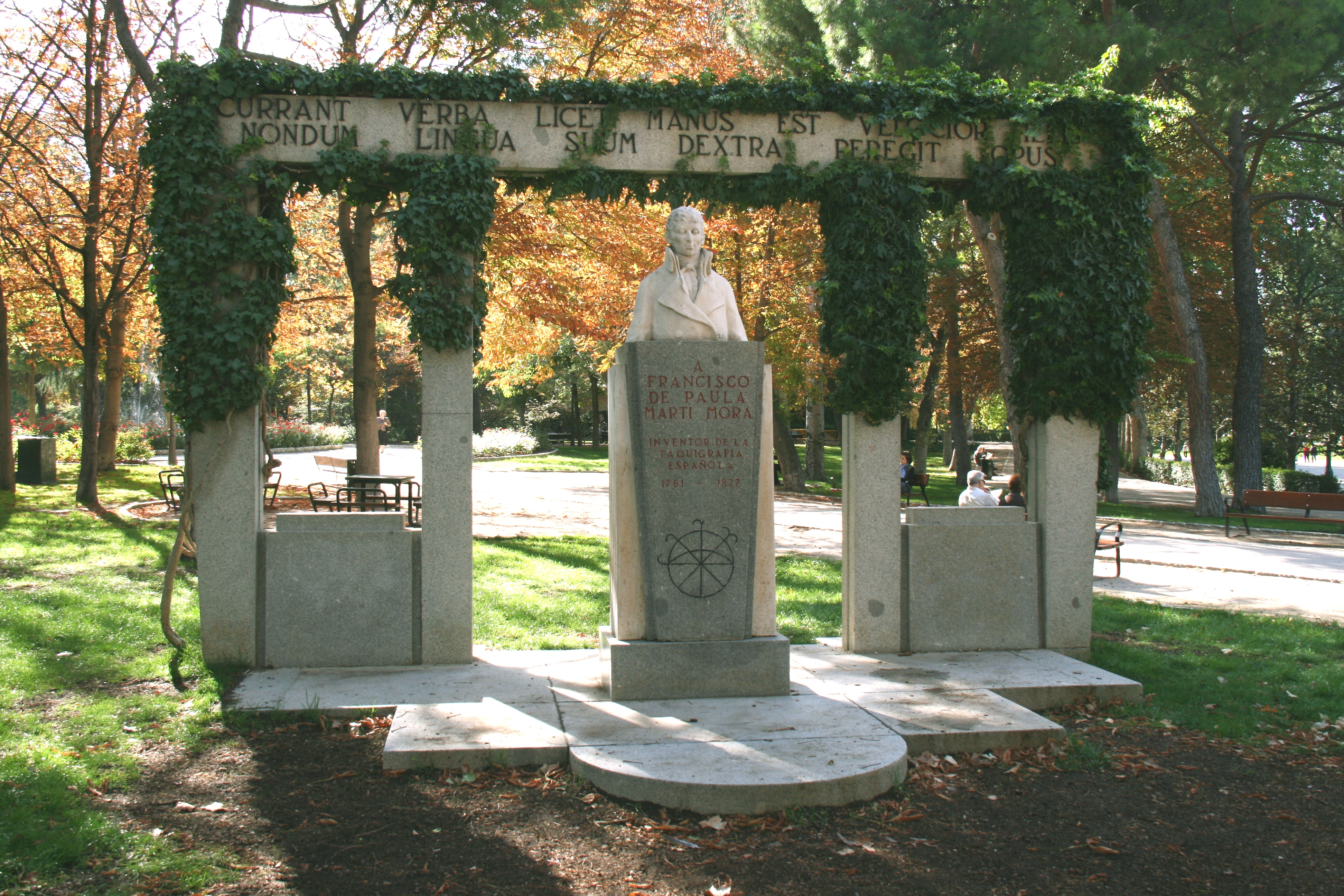
Monumento a Francisco de Paula Martí, 1961, Madrid, Parque del Retiro.

Enrique Cuartero y Huerta (Minglanilla, Cuenca, 1888-Madrid, después de 1965) fue un escultor y medallista español.

## Biografía y obra
Hijo de Miguel y de Trinidad, maestros, en 1910 estudiaba en Madrid en la Escuela Central de Artes Industriales pensionado por la Diputación provincial de Cuenca. Con el arquitecto Jesús Carrasco-Muñoz concurrió en 1915 al concurso convocado por el Ayuntamiento de Madrid para la creación del monumento a Miguel de Cervantes, con una propuesta cercana a la del aún inconcluso monumento a Alfonso XII en el parque del Retiro. De ese año es también el busto de Menéndez Pelayo que donó a la Real Academia de la Historia por mediación de su hermano Baltasar, sacerdote e historiador, académico correspondiente. En 1922 fue reconocido como socio de mérito en el tercer Salón de Otoño al que presentó entre 1920 y 1923 el retrato de un monje cartujo, un San Ordoño, obispo de Astorga, de donde procedía su esposa, Mercedes Sánchez Eznarriaga, y una cabeza del Nazareno. 
Por encargo de  El Socialista realizó en 1925 una medalla conmemorativa de la muerte de Pablo Iglesias. Un año después se encargó de la medalla destinada a conmemorar el centenario de la Catedral de Toledo y, por encargo de la Sociedad Económica Matritense de Amigos del País, de la medalla del vuelo del Plus Ultra, de la que se acuñaron algunos ejemplares en oro. Hizo también las medallas del dictador Miguel Primo de Rivera y, por encargo de José Serrano Batanero, compañero en la Sociedad Económica Matritense, las de Galán y García Hernández. En 1927 se le documenta como concejal suplente del ayuntamiento de Madrid. 
Al estallar la guerra civil española fue detenido el 29 de julio de 1936 y, acusado de desafección al régimen por su supuesta pertenencia a Acción Popular, condenado por el jurado de urgencia a un año y cuatro meses de prisión en campo de trabajo.
Concluida la contienda, el 5 de septiembre de 1940 publicó un anuncio en el diario ABC de Madrid dirigido a los «Ex cautivos de Ventas, de San Antón y Castillo de Santa Bárbara, de Alicante», invitando a los que llamaba sus camaradas en las prisiones por las que había pasado a visitar su 

nuevo estudio de escultura religiosa, Carrera de San Francisco, 9, en cuyo local tiene expuestas las imágenes del Santísimo Cristo de Villarrobledo (construido en memoria de los mártires de dicho pueblo), y otra imagen de San Esteban, para la parroquia de San Francisco de Cuenca, cuyas obras entregará del 7 al 8 del corriente.

La imaginería religiosa, tras las destrucciones iconoclastas del periodo anterior, centrará su actividad en este momento. De su taller saldrán, entre otras, las imágenes de Nuestra Señora de Riansares, patrona de Tarancón (Cuenca), firmada en 1939, imitando la destruida talla medieval, el Crucificado para el paso procesional de la Cofradía del Santísimo Cristo de la Agonía y de la Buena Muerte establecida en la parroquia de San Andrés de Madrid, para sustituir la también destruida en 1936 talla de Pedro Alonso de los Ríos, o la Virgen de la Soledad, imitando la que se encontraba antes de la guerra en la parroquia de San Millán, además del citado Santo Cristo de los Mártires de Villarrobledo y el San Esteban de Cuenca. En 1941 firmó el retablo mayor neobarroco de la madrileña ermita de San Isidro, reconstruida tras el conflicto, ocupado su cuerpo central por un relieve con el milagro del pozo y tallas de bulto de san Isidro y santa María de la Cabeza en los laterales.
Con su hermano Pedro, arquitecto, se encargó en 1961 del monumento dedicado a Francisco de Paula Martí en el parque del Retiro de Madrid, para el que proporcionó el busto del introductor de la taquigrafía en España. A Pedro, el menor de los hermanos, nacido en Aranjuez, se debe un importante número de panteones erigidos en la Sacramental de San Isidro de Madrid. Entre ellos el de la familia Calvo, proyectado en 1961 por encargo de Pilar Calvo Banús en estilo neogótico, con una aguda torre calada coronada por una talla en mármol de la Virgen del Pilar, obra de Enrique como el resto de la decoración escultórica.
En febrero de 1965 fue todavía reelegido para el cargo de censor de la Real Sociedad Económica Matritense de Amigos del País.